# Jan Hendrik Joseph Beckers
Jan Hendrik Joseph Beckers (Sittard, 2 mei 1860 - Sittard, 8 januari 1923) was een Nederlands veefokker, eigenaar van een branderij en politicus voor de Algemeene Bond van RK-kiesverenigingen (later omgevormd tot de Roomsch-Katholieke Staatspartij).
Jan Beckers was de zoon van winkelier en landbouwer Jan Gerard Beckers. Hij volgde het vijfjarig Rooms-Katholiek gymnasium Sint Aloysius College der Jezuïten in zijn woon- en geboorteplaats Sittard. In 1888 trouwde hij in zijn woonplaats Jabeek voor de eerste maal met Maria Johanna Schoffelen. Na het overlijden van zijn eerste echtgenote trad hij in 1911 nogmaals in het huwelijk met Anna Maria Cecilia Schoffelen. Een zoon van hem was wethouder in Sittard en gedeputeerde.
Vanaf 1901 (tot 1919) was Beckers lid van de Provinciale Staten van Limburg als vertegenwoordiger van de Algemeene Bond. In 1903 ging Jean Arnoldts failliet en moest hij opgevolgd worden. Beckers versloeg de lokale notaris en 7 andere kandidaten ruimschoots, maar na de verkiezingen deden geruchten de ronde dat hij door het laten uitdelen van bier en jenever stemmen had geronseld. Onderzoek door de Koninklijke Marechaussee wees uit dat er geen sprake was geweest van 'bierverkiezing' en de Tweede Kamercommissie voor het onderzoek van de geloofsbrieven zag geen bezwaren tegen toelating.
In 1905 werd Beckers herkozen, en in 1909 waren er zelfs geen tegenkandidaten in zijn kiesdistrict. In 1909 behoorde hij tot de minderheid van de katholieken die tegen de motie-Aalberse stemde, waarin om invoering van een tienurige werkdag werd gevraagd. In 1912 behoorde hij tot de minderheid van de katholieken die tegen een begrotingswijziging stemde in verband met de bouw van een pantserschip voor de verdediging van Nederlands-Indië. Verwerping van het voorstel leidde tot het aftreden van Minister van Defensie Jan Wentholt, partijloos liberaal.
In 1913 versloeg hij bij de verkiezingen de burgemeester van Sittard, en in 1917 was er wederom geen tegenkandidaat. In 1918 keerde hij niet terug in de Kamer omdat hij te laag op de kandidatenlijst van de katholieken stond (zesde op de lijst in kieskring Maastricht). In de Kamer sprak hij voornamelijk over landbouwaangelegenheden, en deed hij weinig van zich spreken.
In 1912 is Beckers benoemd tot Ridder in de Orde van de Nederlandse Leeuw.
- Biografisch Portaal: 09952651
- Digitale Bibliotheek voor de Nederlandse Letteren: beck024
- Parlement.com: vg09lkxshnwp